# ジヒドロウラシルオキシダーゼ
ジヒドロウラシルオキシダーゼ（dihydrouracil oxidase）は、次の化学反応を触媒する酸化還元酵素である。
5,6-ジヒドロウラシル + O2 {\displaystyle \rightleftharpoons } ウラシル + H2O2
反応式の通り、この酵素の基質は5,6-ジヒドロウラシルと酸素、生成物はウラシルと過酸化水素である。補因子としてFMNを用いる。
組織名は5,6-dihydrouracil:oxygen oxidoreductaseである。